# Croce al merito di guerra (Sassonia)
La croce al merito di guerra di Sassonia (in tedesco: Kriegsverdienstkreuz) fu una medaglia creata nell'ambito del Regno di Sassonia.

## Storia
La medaglia venne creata con regia patente di re Federico Augusto III di Sassonia del 30 ottobre 1915 come ricompensa per le persone che avessero dimostrato ardore patriottico e volontà di difesa della patria durante la prima guerra mondiale.

## Insegna
La decorazione consiste in una croce latina di bronzo con le braccia unite da una corona d'alloro. Nel braccio superiore della croce è incisa una corona ed in quello sottostante l'anno di fondazione dell'ordine "1915". Sul retro, il medaglione accoglie le iniziali del fondatore "F A" (Federico Augusto). Al centro della croce su un medaglione si trova il profilo del fondatore attorniato dalla legenda "FRIEDRICH AUGUST KOENIG VON SACHSEN" (Federico Augusto re di Sassonia). Sulle braccia orizzontali della croce si trovano le parole "WELT- KRIEG" (guerra mondiale), a ricordo della causa di fondazione della medaglia.
Il nastro della medaglia è verde con strisce bianche, gialle e blu su ciascun lato.